# Quận Otsego, New York
Quận Otsego (tiếng Anh: Otsego County) là một quận trong tiểu bang New York, Hoa Kỳ. Quận lỵ là thành phố Cooperstown 6. Theo điều tra dân số năm 2000 của Cục điều tra dân số Hoa Kỳ, quận này có dân số 61676 người 2.